# 아조프 연대

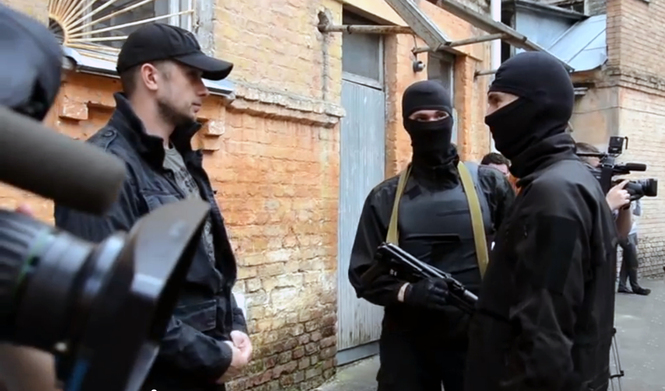
아조프 의용군

통상 아조프 연대(우크라이나어: Полк Азов 폴크 아조우[*], 영어: Azov Regiment) 혹은 간단히 아조프로 불리는 아조프 특수작전분견대(우크라이나어: Окремий загін спеціального призначення «Азов» 오크레미 자힌 스페치알노호 프리즈나첸냐 «아조우»[*])는 아조프해 연안 지역인 마리우폴에 근거지를 두었다.
극우, 네오나치로 과거 준군사조직이었으나, 현재는 우크라이나 국민위병 소속이다. 아조프는 2014년 5월 의용 민병대로 결성된 이후, 돈바스 전쟁에서 러시아 분리주의 세력과 싸우고 있다. 2014년 6월 친러 분리주의자들로부터 마리우폴을 탈환하며 첫 전투 경험을 쌓았다.
2014년 11월 12일, 아조프는 우크라이나 국민위병에 편입되었고, 이후 모든 대원은 국민위병에서 복무하는 공식 군인이 되었다.